# Zelotes fuscimanus
Zelotes fuscimanus är en spindelart som först beskrevs av Kroneberg 1875.  Zelotes fuscimanus ingår i släktet Zelotes och familjen plattbuksspindlar.
Artens utbredningsområde är Uzbekistan. Inga underarter finns listade i Catalogue of Life.